# Paraliparis deani
Paraliparis deani és una espècie de peix pertanyent a la família dels lipàrids.

## Descripció
- Fa 10 cm de llargària màxima.[5][6]

## Hàbitat
És un peix marí i batidemersal que viu entre 18 i 1.008 m de fondària.

## Distribució geogràfica
Es troba al Pacífic nord-oriental: des de l'estret de Shelikof (l'oest del golf d'Alaska) fins al sud de la Colúmbia Britànica i el nord de Califòrnia (els Estats Units).

## Observacions
És inofensiu per als humans.